# Communauté de communes des Étangs
Pour les articles homonymes, voir CCE.
La communauté de communes des Étangs (CCE) est une ancienne communauté de communes française, située dans le département des Yvelines et la région Île-de-France.
Elle a disparu le 1er janvier 2017, par sa fusion au sein de la nouvelle communauté d'agglomération Rambouillet Territoires.

## Historique
La communauté de communes des Étangs a été créée par arrêté préfectoral du 10 décembre 2004 et regroupait Auffargis, Le Perray-en-Yvelines, Les Bréviaires, Les Essarts-le-Roi et Saint-Léger-en-Yvelines.
Le 1er avril 2013, les communes d'Auffargis et de Saint-Léger-en-Yvelines s'en retirent pour rejoindre la Communauté d'agglomération Plaines et Forêts d'Yveline, et, le 1er janvier 2014, les communes de Coignières et Maurepas, jusqu'alors isolées, la rejoignent.
Toutefois, dans le cadre de la mise en œuvre de la loi MAPAM du 27 janvier 2014, qui prévoit la généralisation de l'intercommunalité à l'ensemble des communes et la création d'intercommunalités de taille importante, le préfet de la région d'Île-de-France, après avoir sans succès souhaité la constitution d'une grande intercommunalité de 800 000 habitants, approuve le 4 mars 2015 un schéma régional de coopération intercommunale qui prévoit notamment la « fusion de la communauté d'agglomération de Saint-Quentin-en-Yvelines et de la communauté de communes de l'Ouest Parisien et extension du périmètre du nouveau groupement aux communes de Maurepas et Coignières ». 
Ces deux communes quittent donc la CCE pour intégrer, le 1er janvier 2016, la communauté d'agglomération de Saint-Quentin-en-Yvelines.
Le 1er janvier 2017, elle fusionne avec la Communauté de communes Contrée d'Ablis-Porte des Yvelines et   Rambouillet Territoires Communauté d’Agglomération pour former la nouvelle communauté d'agglomération Rambouillet Territoires,.

## Territoire communautaire

### Composition
La communauté de communes regroupait les trois communes suivantes au 1er janvier 2016 :
| Nom                    | Code Insee | Gentilé   | Superficie (km2) | Population (dernière pop. légale) | Densité (hab./km2) |
| ---------------------- | ---------- | --------- | ---------------- | --------------------------------- | ------------------ |
| Les Bréviaires (siège) | 78108      | Bruyérois | 19,55            | 1 326 (2022)                      | 68                 |
| Le Perray-en-Yvelines  | 78486      | Perrotins | 13,47            | 6 515 (2022)                      | 484                |
| Les Essarts-le-Roi     | 78220      | Essartois | 19,32            | 6 772 (2022)                      | 351                |

### Démographie
| 1968  | 1975  | 1982  | 1990   | 1999   | 2009   | 2014   |
| ----- | ----- | ----- | ------ | ------ | ------ | ------ |
| 4 691 | 6 687 | 9 513 | 11 113 | 12 978 | 14 089 | 14 802 |

## Organisation

### Siège
Le siège de l'intercommunalité était en l'hôtel-de-ville dees Bréviaires.

### Élus
L'intercommunalité était administrée par son conseil communautaire, composé, en 2014, de 24 conseillers municipaux représentant  chacune des communes membres et répartis en fonction de leur population, soit : 

- 6 délégués pour Le Perray, Les-Essarts-le-Roi, Maurepas ;

- 4 délégués pour Les Bréviaires ;

- 2 délégués pour Coignières.

### Liste des présidents
| Période                                  | Période       | Identité   | Étiquette | Qualité                        |
| ---------------------------------------- | ------------- | ---------- | --------- | ------------------------------ |
| Les données manquantes sont à compléter. |               |            |           |                                |
| ?                                        | décembre 2016 | Yves Maury | SE        | Maire des Bréviaires (2001 → ) |

### Compétences
L'intercommunalité exerçait les compétences qui lui avaient été transférées par les communes membres, dans les conditions déterminées par le code général des collectivités territoriales.

### Régime fiscal et budget
La Communauté de communes était un établissement public de coopération intercommunale à fiscalité propre.
Afin de financer l'exercice de ses compétences, l'intercommunalité percevait la fiscalité professionnelle unique (FPU) – qui a succédé à la taxe professionnelle unique (TPU) – et assure une péréquation de ressources entre les communes résidentielles et celles dotées de zones d'activité.
Elle percevait également une taxe d'enlèvement des ordures ménagères (TEOM), qui finance le fonctionnement de ce service public.